# Седъю (посёлок)
Седъю — посёлок в составе городского округа Ухта республики Коми.

## Географическое положение
Поселок расположен в 18 км на юго-восток от города Ухты. Вдоль северо-восточной границы поселка протекает река Седъю, по территории населённого пункта, вдоль северо-западной границы протекает река Ниаёль.

## Климат
Климат умеренно-континентальный с коротким прохладным летом и продолжительной морозной зимой. Климат формируется вблизи северных морей в условиях малого количества солнечной радиации и под воздействием интенсивного западного переноса. Особенностью климата является формирование неблагоприятных условий проживания, строительства и эксплуатации инженерных сооружений в зимний период. Зима длится 6 месяцев с октября по апрель. Преобладает устойчивая морозная погода с частыми снегопадами и метелями. Средняя температура января — 17,3ºС. Абсолютная минимальная температура воздуха (-49)ºС.
Лето длится три месяца с июня по август с преимущественно прохладной и пасмурной погодой. В течение всего лета возможны заморозки, а также периоды засушливой, жаркой погоды. Средняя температура июля +12,1ºС. Абсолютный максимум равен +35ºС.

## История
Посёлок образован в 1936 году. В молочно-овощном совхозе работали женщины-заключённые. В 1959 году на базе совхоза «Седъю» и колхозов Ухтинского и Троицко-Печорского районов был образован совхоз «Изваильский». Хозяйство, преобразованное в 1997 году в ООО "Племхоз «Изваильский-97», получило статус племзавода.

## Население
| 2010 |
| ---- |
| 1010 |

Постоянное население по переписи 2002 года было 1068 человека (русские 63 %).